# Liste des chefs d'État de Djibouti

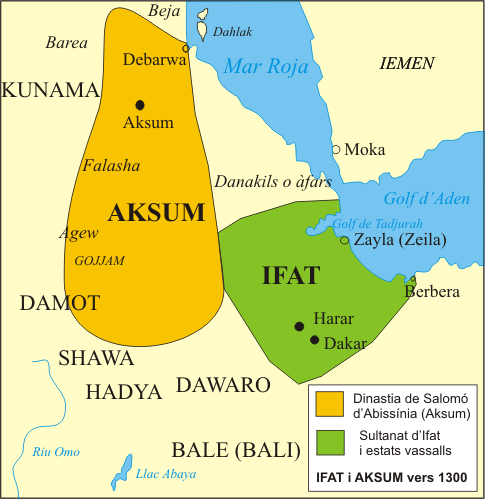
Sultanat d'Ifat (1285-1415)

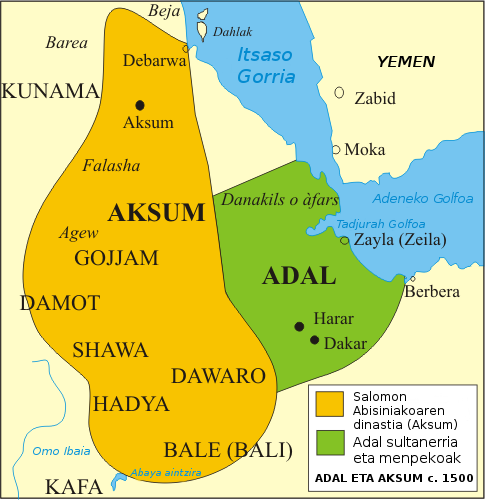
Sultanat d'Adal (1415–1577) et Royaume d'Aksoum (Empire éthiopien (990-1974)) avant l'expansion turque, vers 1500.

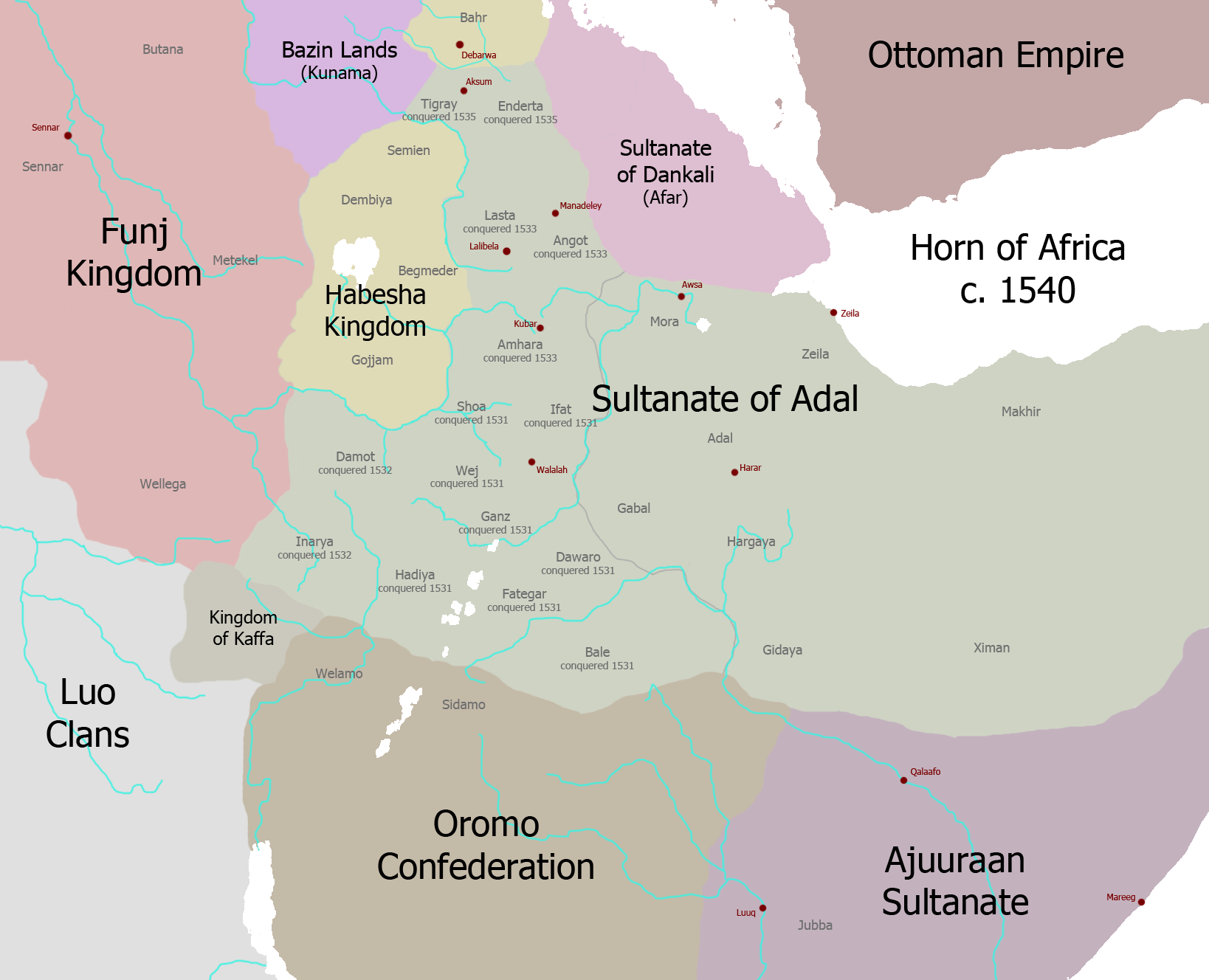
Éthiopie, vers 1540.

La province ottomane d'Égypte (1517-1867) vers 1840.

Sultanat Awsa vers 1850.

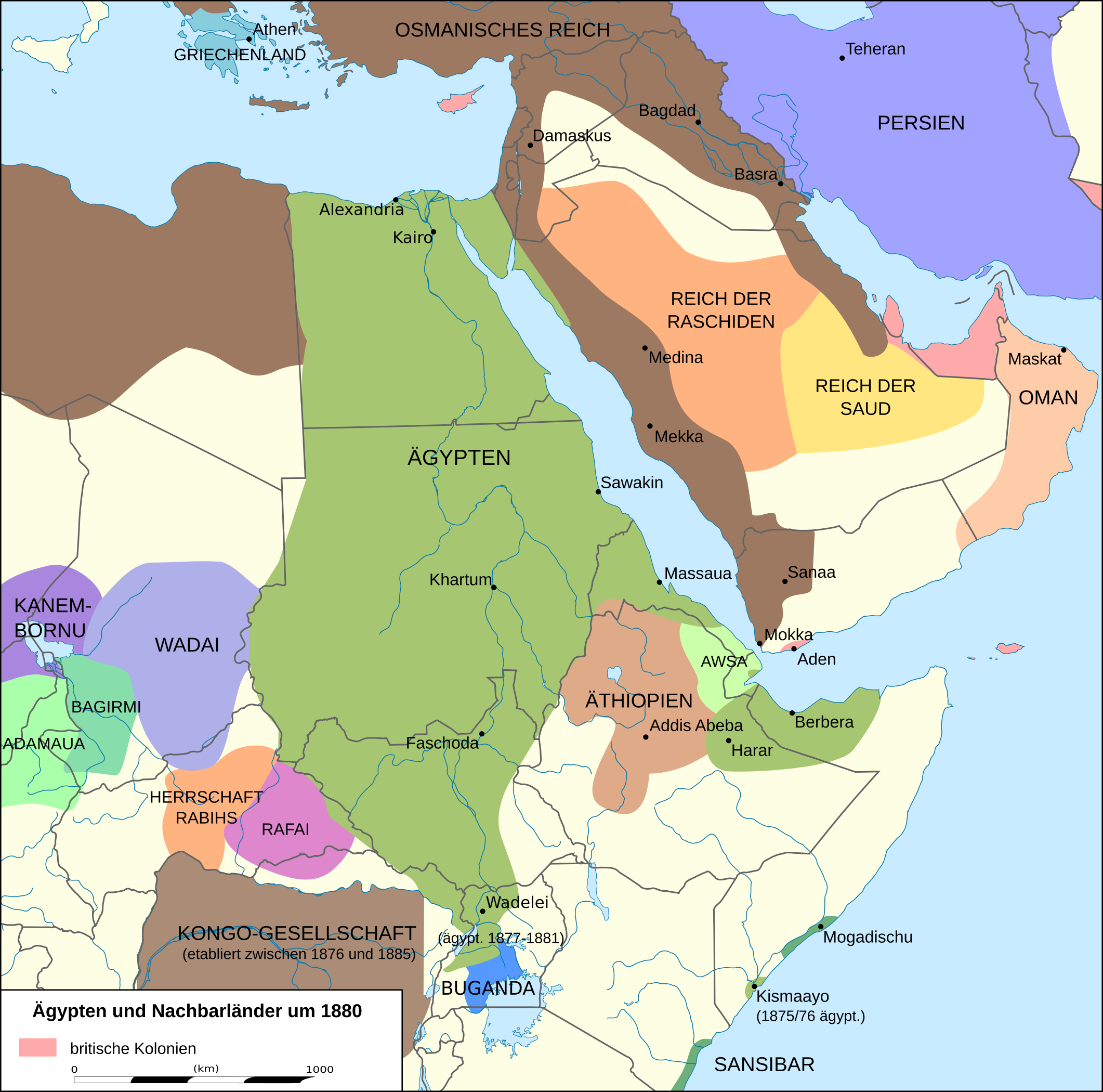
Égypte et pays voisins, vers 1880.

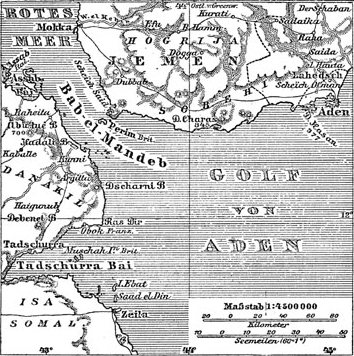
Golfe d'Aden et Djibouti, vers 1888.

 (juillet 2024).
La mise en forme du texte ne suit pas les recommandations de Wikipédia : il faut le « wikifier ».
Les points d'amélioration suivants sont les cas les plus fréquents. Le détail des points à revoir est peut-être précisé sur la page de discussion.
- Les titres sont pré-formatés par le logiciel. Ils ne sont ni en capitales, ni en gras.
- Le texte ne doit pas être écrit en capitales (les noms de famille non plus), ni en gras, ni en italique, ni en « petit »…
- Le gras n'est utilisé que pour surligner le titre de l'article dans l'introduction, une seule fois.
- L'italique est rarement utilisé : mots en langue étrangère, titres d'œuvres, noms de bateaux, etc.
- Les citations ne sont pas en italique mais en corps de texte normal. Elles sont entourées par des guillemets français : « et ».
- Les listes à puces sont à éviter, des paragraphes rédigés étant largement préférés. Les tableaux sont à réserver à la présentation de données structurées (résultats, etc.).
- Les appels de note de bas de page (petits chiffres en exposant, introduits par l'outil «  Source ») sont à placer entre la fin de phrase et le point final[comme ça].
- Les liens internes (vers d'autres articles de Wikipédia) sont à choisir avec parcimonie. Créez des liens vers des articles approfondissant le sujet. Les termes génériques sans rapport avec le sujet sont à éviter, ainsi que les répétitions de liens vers un même terme.
- Les liens externes sont à placer uniquement dans une section « Liens externes », à la fin de l'article. Ces liens sont à choisir avec parcimonie suivant les règles définies. Si un lien sert de source à l'article, son insertion dans le texte est à faire par les notes de bas de page.
- La présentation des références doit suivre les conventions bibliographiques. Il est recommandé d'utiliser les modèles {{Ouvrage}}, {{Chapitre}}, {{Article}}, {{Lien web}} et/ou {{Bibliographie}}. Le mode d'édition visuel peut mettre en forme automatiquement les références.
- Insérer une infobox (cadre d'informations à droite) n'est pas obligatoire pour parachever la mise en page.

Pour une aide détaillée, merci de consulter Aide:Wikification.
Si vous pensez que ces points ont été résolus, vous pouvez retirer ce bandeau et améliorer la mise en forme d'un autre article.
 (juillet 2024).
Si vous disposez d'ouvrages ou d'articles de référence ou si vous connaissez des sites web de qualité traitant du thème abordé ici, merci de compléter l'article en donnant les références utiles à sa vérifiabilité et en les liant à la section « Notes et références ».
L'histoire de Djibouti commence avec la ville de Tadjourah sur le  golfe du même nom, qui paraît avoir constitué assez tôt une des rares agglomérations permanentes sans doute liée au sultanat d'Ifat puis d'Adal entre les XIIIe et XVIe siècles. Mais le territoire correspondant à l'actuelle république de Djibouti s'est surtout constitué au fil de l'extension de l'occupation française à partir de 1885 : territoire d'Obock et dépendances jusqu'en 1896, puis côte française des Somalis jusqu'en 1967, puis territoire français des Afars et des Issas avant de gagner son  indépendance le 27 juin 1977 sous le nom de république de Djibouti. Ce pays est aujourd'hui membre de l'Union africaine (UA) et de la Ligue arabe.
Liste des adminstrateurs coloniaux de Djibouti, territoire autour du golfs de Tadjoura, qui s'est appelé Territoire d'Obock et dépendances de 1884 à 1896, puis Côte française des Somalis jusqu'en 1967, et enfin Territoire français des Afars et des Issas avant de devenir indépendant en 1977 sous le nom de République de Djibouti.

## Territoire d'Obock et dépendances
| Période                        | Titulaire                  | Notes |
| ------------------------------ | -------------------------- | ----- |
| du 24 juin 1884 au 7 août 1887 | Léonce Lagarde, commandant |       |
| du 7 août 1887 au 20 mai 1896  | Léonce Lagarde, gouverneur |       |

## Côte française des Somalis
| Période                                 | Titulaire                                       | Notes                              |
| --------------------------------------- | ----------------------------------------------- | ---------------------------------- |
| du 20 mai 1896 au 28 mars 1899          | Léonce Lagarde, gouverneur                      |                                    |
| du 28 mars 1899 au 20 avril 1900        | Alfred Martineau, gouverneur                    | nommé le 15 janvier 1900           |
| du 20 avril 1900 au 18 septembre 1900   | Gabriel Angoulvant, gouverneur par intérim      |                                    |
| du 18 septembre au 6 décembre 1900      | Adrien Bonhoure, gouverneur                     | nommé le 7 septembre 1901          |
| du 6 décembre 1900 au 1er avril 1902    | Ornières, gouverneur par intérim                |                                    |
| du 1er avril 1902 au 23 mai 1903        | Adrien Bonhoure, gouverneur                     |                                    |
| du 23 mai au 21 décembre 1903           | Albert Dubarry, gouverneur par intérim          |                                    |
| du 21 décembre 1903 à mai 1904          | Adrien Bonhoure, gouverneur                     |                                    |
| de mai au 30 août 1904                  | Albert Dubarry, gouverneur par intérim          |                                    |
| du 30 août 1904 au 10 septembre 1905    | Pierre Pascal, gouverneur                       | nommé le 5 août 1904               |
| du 10 septembre au 13 octobre 1905      | Ornières, gouverneur par intérim                |                                    |
| du 13 octobre 1905 au 19 mai 1906       | Antonetti, gouverneur par intérim               |                                    |
| du 19 mai au 19 juin 1906               | Paul Patté, gouverneur par intérim              |                                    |
| du 19 juin 1906 au 11 juillet 1908      | Pierre Pascal, gouverneur                       |                                    |
| du 11 juillet 1908 au 5 janvier 1909    | Castaing, gouverneur par intérim                |                                    |
| du 5 janvier 1909 au 11 juin 1911       | Pierre Pascal, gouverneur                       |                                    |
| du 11 juin au 21 décembre 1911          | Castaing, gouverneur par intérim                |                                    |
| du 21 décembre 1911 au 25 avril 1913    | Pierre Pascal, gouverneur                       |                                    |
| du 25 avril à mai 1913                  | Henri Carreau, gouverneur par intérim           |                                    |
| de mai 1913 au 2 mars 1914              | Alphonse Bonhoure, gouverneur                   |                                    |
| du 2 mars 1914 au 7 février 1915        | Fernand Deltel, gouverneur par intérim          | meurt en poste                     |
| du 7 février au 14 avril 1915           | Carreau, gouverneur par intérim                 |                                    |
| du 14 avril 1915 au 19 septembre 1916   | Simoni, gouverneur                              | nommé le 17 février 1915           |
| du19 septembre au 8 octobre 1916        | Carreau, gouverneur par intérim                 |                                    |
| du 8 octobre 1916 au 28 août 1917       | Fillon, gouverneur                              | inspecteur des colonies            |
| du 28 août 1917 au 8 septembre 1918     | Geffriaud, gouverneur par intérim               |                                    |
| du 8 septembre 1918 au 3 mai 1920       | Jules Lauret, gouverneur                        |                                    |
| du 3 mai 1920 au 29 juin 1920           | Lassaigne, gouverneur par intérim               |                                    |
| du 29 juin 1920 au 29 novembre 1920     | Edmond Lippman, gouverneur par intérim          |                                    |
| du 29 novembre 1920 au 25 mai 1922      | Jules Lauret, gouverneur                        |                                    |
| du 25 mai 1922 au 8 janvier 1923        | Edmond Lippman, gouverneur par intérim          |                                    |
| du 8 janvier 1923 au 22 février 1924    | Jules Lauret, gouverneur                        |                                    |
| du 22 février au 18 mai 1924            | Joseph Joulia, gouverneur par intérim           |                                    |
| du 18 mai 1924 au 2 juin 1926           | Pierre-Amable Chapon-Baissac, gouverneur        | nommé le 25 mars 1924              |
| du 2 juin 1926 au 7 février 1927        | Tellier, gouverneur par intérim                 |                                    |
| du 7 février 1927 au 9 mars 1929        | Pierre-Amable Chapon-Baissac, gouverneur        |                                    |
| du 9 mars au 25 novembre 1929           | Cochard, gouverneur par intérim                 |                                    |
| du 25 novembre 1929 au 29 décembre 1931 | Pierre-Amable Chapon-Baissac, gouverneur        |                                    |
| du 29 décembre 1931 au 9 novembre 1932  | Cochard, gouverneur par intérim                 |                                    |
| du 9 novembre 1932 au 9 juillet 1934    | Pierre-Amable Chapon-Baissac, gouverneur        |                                    |
| du 9 juillet au 5 août 1934             | Rauziller, gouverneur par intérim               |                                    |
| du 5 août 1934 au 30 juin 1935          | Marcel de Coppet, gouverneur                    | nommé le 9 juillet 1934            |
| du 30 juin au 15 août 1935              | de Jonquières, gouverneur par intérim           |                                    |
| du 15 août au 13 novembre 1935          | Sylvestre, gouverneur                           |                                    |
| du 13 novembre 1935 au 22 mai 1937      | Armand Annet, gouverneur                        |                                    |
| du 22 mai au 15 juin 1937               | Jourdain, gouverneur par intérim                |                                    |
| du 15 juin 1937 au 19 mars 1938         | Pierre-Alype, gouverneur par intérim            |                                    |
| du 19 mars au 30 mai 1938               | Pierre-Alype, gouverneur                        |                                    |
| du 30 mai au 29 novembre 1938           | Hubert Deschamps, gouverneur par intérim        |                                    |
| du 29 novembre 1938 au 3 août 1940      | Hubert Deschamps, gouverneur                    |                                    |
| du 3 août au 10 septembre 1940          | général Germain, gouverneur                     |                                    |
| du 10 septembre 1940 au 4 décembre 1942 | général Pierre Nouailhetas, gouverneur          | nommé par le gouvernement de Vichy |
| du 4 décembre au 26 décembre 1942       | général Dupont, gouverneur                      | destitué par le CFLN               |
| du 30 décembre 1942 au 22 juin 1943     | André Bayardelle, gouverneur                    |                                    |
| du 22 juin 1943 au 7 janvier 1944       | Raphaël Saller, gouverneur par intérim          |                                    |
| du 7 janvier au 1er mai 1944            | Raphaël Saller, gouverneur                      |                                    |
| du 1er mai 1944 au 14 mai 1945          | Jean Chalvet, gouverneur                        |                                    |
| du 14 mai 1945 à décembre 1945          | Jean Beyries, gouverneur par intérim            |                                    |
| de décembre 1945 au 30 avril 1946       | Jean Chalvet, gouverneur                        |                                    |
| du 30 avril 1946 au 1er mars 1950       | Paul Siriex, gouverneur                         |                                    |
| du 1er mars 1950 au 6 avril 1954        | Numa Sadoul, gouverneur                         |                                    |
| du 6 avril 1954 au 13 août 1954         | Roland Pré, gouverneur                          |                                    |
| du 13 août 1954 à 1957                  | René Petitbon, gouverneur                       |                                    |
| jusqu'au 22 juillet 1957                | Maurice Meker, gouverneur                       |                                    |
| du 22 juillet 1957 à octobre 1958       | Maurice Meker, gouverneur, chef du territoire   |                                    |
| d'octobre 1958 au 16 novembre 1962      | Jacques Compain, gouverneur, chef du territoire |                                    |
| du 16 novembre 1962 à septembre 1966    | René Tirant, gouverneur, chef du territoire     |                                    |
| de septembre 1966 à mars 1967           | Louis Saget, gouverneur, chef du territoire     |                                    |

## Territoire français des Afars et des Issas
| Période             | Titulaire                               | Notes |
| ------------------- | --------------------------------------- | ----- |
| de mars 1967 à 1969 | Louis Saget, haut-commissaire           |       |
| de 1969 à 1971      | Dominique Ponchardier, haut-commissaire |       |
| de 1971 à 1974      | Georges Thiercy, haut-commissaire       |       |
| de 1974 à 1976      | Christian Dablanc, haut-commissaire     |       |
| de 1976 à juin 1977 | Camille d'Ornano, haut-commissaire      |       |

## Côte française des Somalis
| Nom                   | Début du mandat | Fin du mandat | Parti |
| --------------------- | --------------- | ------------- | ----- |
| Mahamoud Harbi Farah  | 1957            | décembre 1958 | PMP   |
| Hassan Gouled Aptidon | décembre 1958   | avril 1959    | PMP   |
| Ahmed Dini            | avril 1959      | juin 1960     | PMP   |
| Ali Aref Bourhan      | juin 1960       | 1966          | UDA   |
| Mohamed Kamil Mohamed | 1966            | 1967          | RDA   |

## Territoire français des Afars et des Issas
| Nom                    | Début du mandat | Fin du mandat   | Parti |
| ---------------------- | --------------- | --------------- | ----- |
| Ali Aref Bourhan       | 7 juillet 1967  | 29 juillet 1976 | UNI   |
| Abdallah Mohamed Kamil | 29 juillet 1976 | 18 mai 1977     | RDA   |
| Hassan Gouled Aptidon  | 18 mai 1977     | 27 juin 1977    | LPAI  |

## République de Djibouti
| Nom                       | Début du mandat | Fin du mandat   | Parti |
| ------------------------- | --------------- | --------------- | ----- |
| Hassan Gouled Aptidon     | 27 juin 1977    | 12 juillet 1977 | RPP   |
| Ahmed Dini                | 12 juillet 1977 | 5 février 1978  | RPP   |
| Abdallah Mohamed Kamil    | 5 février 1978  | 2 octobre 1978  | RPP   |
| Barkat Gourad Hamadou     | 2 octobre 1978  | 7 mars 2001     | RPP   |
| Dileita Mohamed Dileita   | 7 mars 2001     | 31 mars 2013    | RPP   |
| Abdoulkader Kamil Mohamed | 31 mars 2013    | en fonction     | RPP   |

## Liste
| N° | Portrait            | Nom                               | Élections                | Mandats      | Mandats    | Mandats                     | Partis | Partis |
| N° | Portrait            | Nom                               | Élections                | Début        | Fin        | Durée                       | Partis | Partis |
| -- | ------------------- | --------------------------------- | ------------------------ | ------------ | ---------- | --------------------------- | ------ | ------ |
| 1  |                     | Hassan Gouled Aptidon (1916-2006) | 1977 1981 1987 1993      | 27 juin 1977 | 8 mai 1999 | 21 ans, 10 mois et 11 jours |        | RPP    |
| 2  | Ismaïl Omar Guelleh | Ismaïl Omar Guelleh (1947-)       | 1999 2005 2011 2016 2021 | 8 mai 1999   | 8 mai 2005 | 26 ans, 2 mois et 24 jours  |        | RPP    |
| 2  | Ismaïl Omar Guelleh | Ismaïl Omar Guelleh (1947-)       | 1999 2005 2011 2016 2021 | 8 mai 2005   | 8 mai 2011 | 26 ans, 2 mois et 24 jours  |        | RPP    |
| 2  | Ismaïl Omar Guelleh | Ismaïl Omar Guelleh (1947-)       | 1999 2005 2011 2016 2021 | 8 mai 2011   | 8 mai 2016 | 26 ans, 2 mois et 24 jours  |        | RPP    |
| 2  | Ismaïl Omar Guelleh | Ismaïl Omar Guelleh (1947-)       | 1999 2005 2011 2016 2021 | 8 mai 2016   | 8 mai 2021 | 26 ans, 2 mois et 24 jours  |        | RPP    |
| 2  | Ismaïl Omar Guelleh | Ismaïl Omar Guelleh (1947-)       | 1999 2005 2011 2016 2021 | 14 mai 2021  | En cours   | 26 ans, 2 mois et 24 jours  |        | RPP    |